# Primum Familiae Vini
Primum Familiae Vini (sovint abreujat PFV, en llatí: "Primeres o millors famílies del vi") una associació de cellers familiars amb una filiació limitada a dotze famílies i cellers. L'associació va ser establerta en 1993 per Miguel A. Torres Riera i Robert Drouhin (de la Maison Joseph Drouhin), els qui van plasmar la seva idea per primera vegada en 1990. L'objectiu era organitzar a algunes de les més prestigioses famílies productores de vi del món, i facilitar l'intercanvi d'informació i recursos entre els seus membres. Per ser admesos com a membres cal reunir els següents requisit: Ser un negoci familiar, tenir en propietat un celler amb solera i representativa d'una regió característica, i gaudir d'una reputació a nivell internacional.

## Membres
A partir de 2009, la PFV compta amb onze membres:
- Casa Antinori, Toscana, Itàlia
- Château Mouton Rothschild, Bordeaux (Pauillac), França
- Maison Joseph Drouhin, Borgoña va venir de Borgoña (Beaune), França
- Egon Müller Scharzhof, Mosel (Sarre), Alemanya
- Hugel & Fils, va venir d'Alsàcia Alsàcia, França
- Pol Roger, Champagne, França
- Perrin & Fils (propietaris de Château de Beaucastel), Ródano (Orange), França, a partir de 2006
- Família Symington, Douro / Porto, Portugal
- Tenuta San Guido (el productor de Sassicaia), Toscana, Itàlia
- Cellers Torres, Penedés / Catalunya, Espanya
- Vega Sicília, Ribera del Duero, Espanya

Algunes ex integrants han hagut d'abandonar l'associació en deixar de ser cellers de propietat familiar.
- Paul Jaboulet Aîné, Rhône, França, fins a l'any 2006
- Mondavi, Califòrnia (Valle de Napa), Estats Units, fins a l'any 2005